# Nogent-l'Artaud
Nogent-l'Artaud és un municipi francès situat al departament de l'Aisne i a la regió dels Alts de França. L'any 2007 tenia 2.130 habitants.

## Demografia

### Població
El 2007 la població de fet de Nogent-l'Artaud era de 2.130 persones. Hi havia 802 famílies de les quals 223 eren unipersonals (89 homes vivint sols i 134 dones vivint soles), 243 parelles sense fills, 255 parelles amb fills i 81 famílies monoparentals amb fills.
La població ha evolucionat segons el següent gràfic:
Habitants censats

### Habitatges
El 2007 hi havia 944 habitatges, 839 eren l'habitatge principal de la família, 36 eren segones residències i 68 estaven desocupats. 721 eren cases i 220 eren apartaments. Dels 839 habitatges principals, 562 estaven ocupats pels seus propietaris, 266 estaven llogats i ocupats pels llogaters i 12 estaven cedits a títol gratuït; 11 tenien una cambra, 99 en tenien dues, 159 en tenien tres, 240 en tenien quatre i 329 en tenien cinc o més. 522 habitatges disposaven pel capbaix d'una plaça de pàrquing. A 393 habitatges hi havia un automòbil i a 302 n'hi havia dos o més.

### Piràmide de població
La piràmide de població per edats i sexe el 2009 era:
| Homes | Edats   | Dones |
| ----- | ------- | ----- |
| 0     | 95 o +  | 12    |
| 0     | 90 a 94 | 28    |
| 12    | 85 a 89 | 16    |
| 16    | 80 a 84 | 36    |
| 40    | 75 a 79 | 36    |
| 48    | 70 a 74 | 44    |
| 56    | 65 a 69 | 60    |
| 36    | 60 a 64 | 40    |
| 44    | 55 a 59 | 28    |
| 72    | 50 a 54 | 80    |
| 60    | 45 a 49 | 92    |
| 84    | 40 a 44 | 68    |
| 68    | 35 a 39 | 112   |
| 76    | 30 a 34 | 64    |
| 64    | 25 a 29 | 28    |
| 72    | 20 a 24 | 60    |
| 64    | 15 a 19 | 96    |
| 76    | 10 a 14 | 52    |
| 64    | 5 a 9   | 96    |
| 52    | 0 a 4   | 32    |

## Economia
El 2007 la població en edat de treballar era de 1.314 persones, 990 eren actives i 324 eren inactives. De les 990 persones actives 850 estaven ocupades (451 homes i 399 dones) i 140 estaven aturades (67 homes i 73 dones). De les 324 persones inactives 108 estaven jubilades, 107 estaven estudiant i 109 estaven classificades com a «altres inactius».

### Ingressos
El 2009 a Nogent-l'Artaud hi havia 821 unitats fiscals que integraven 2.087 persones, la mediana anual d'ingressos fiscals per persona era de 17.479 €.

### Activitats econòmiques
Dels 54 establiments que hi havia el 2007, 1 era d'una empresa extractiva, 2 d'empreses alimentàries, 1 d'una empresa de fabricació de material elèctric, 4 d'empreses de fabricació d'altres productes industrials, 6 d'empreses de construcció, 12 d'empreses de comerç i reparació d'automòbils, 4 d'empreses de transport, 4 d'empreses d'hostatgeria i restauració, 2 d'empreses d'informació i comunicació, 2 d'empreses financeres, 4 d'empreses immobiliàries, 5 d'empreses de serveis, 4 d'entitats de l'administració pública i 3 d'empreses classificades com a «altres activitats de serveis».
Dels 14 establiments de servei als particulars que hi havia el 2009, 1 era una oficina de correu, 2 tallers de reparació d'automòbils i de material agrícola, 3 paletes, 1 guixaire pintor, 1 fusteria, 1 electricista, 1 perruqueria, 2 restaurants i 2 agències immobiliàries.
Dels 5 establiments comercials que hi havia el 2009, 1 era una gran superfície de material de bricolatge, 1 una botiga de més de 120 m², 2 fleques i 1 una fleca.
L'any 2000 a Nogent-l'Artaud hi havia 14 explotacions agrícoles que ocupaven un total de 800 hectàrees.

## Equipaments sanitaris i escolars
L'únic equipament sanitari que hi havia el 2009 era una farmàcia.
El 2009 hi havia una escola elemental.

## Poblacions més properes
El següent diagrama mostra les poblacions més properes.